# قصف مخيم النازحين تعز
قصف مخيم النازحين ( موزع )  هي غارات جوية نفدها طيران التحالف العربي في اليمن في 18 يوليو 2017 في مديرية موزع التابعة لمحافظة تعز أسفرت عن مقتل 20 شخصاً بينهم 7 نساء.

## طالع أايضاً
- قصف سجن الزيدية (الحديدة)
- قصف الصالة الكبرى (صنعاء)
- قصف مخيم المرزق
- قصف الظهرة بتعز